# Gerrie Veerman
Gerrit Arie (Gerrie) Veerman (Rotterdam, 5 september 1947) is een voormalig Nederlandse voetballer van SBV Excelsior (Rotterdam), Go Ahead Eagles (Deventer) en BV De Graafschap (Doetinchem). Hij begon bij Xerxes en was van zijn achtste tot achttiende jaar lid van Excelsior. In 1966 werd hij in het jeugdinternaat van de Deventer eredivisieploeg opgenomen. Tot 1972 speelde hij daar onder meer onder František Fadrhonc, Joop Brand en Barry Hughes. Vervolgens vertrok hij naar Doetinchem waar hij aan het eind van de competitie '72-'73 met een winnend doelpunt de ploeg van Piet de Visser in de nacompetitie bracht. De extra competitie werd gewonnen en promotie naar de Eredivisie volgde.
In zijn derde jaar bij De Graafschap liep hij een liesblessure op. Dokter Strikwerda - de vroegere clubarts van Go Ahead - gaf hem 70% kans dat een operatie de kwaal zou genezen, maar zelfs een tweede ingreep had niet het gewenste resultaat. Hierna kwam er een eind aan zijn profcarrière. Samen met Harrie van Oosterhout - de toenmalige keeper van De Graafschap - ging hij een trainerscursus volgen. Oud-bondscoach Jan Zwartkruis was zijn examinator voor het D-diploma. Korte tijd later lukte het hem ook het C-brevet in de wacht te slepen. Hij werd trainer van Arnhemia in Arnhem en MvR in 's-Heerenberg.

## Bron
- Jubileumboek MvR 1920 - 1995